# Mondo Rescue

Mondo Rescue est une solution logicielle libre GPL de clonage et restauration de système informatique.
Il est utile pour créer une image complète ou partielle d'un système Linux. Il fonctionne comme Ignite-UX sur HP-UX, ou Ghost sur Windows.
Il est actuellement développé par Bruno Cornec.
Mondo Rescue peut restaurer une machine à partir de médias aussi divers que des bandes, DVD, Clé USB ou images par NFS. Mondo Rescue prend en charge divers systèmes de fichiers depuis ext2/ext3/ext4, XFS, ReiserFS à NTFS. Les mécanismes tels que LVM et Raid logiciel/matériel sont complètement pris en charge également. À la différence des outils de création d'images, Mondo Rescue donne une complète flexibilité à l'administrateur en termes d'adaptation du schéma des partitions lors de la restauration.
Construit de façon indépendante des distributions (plus de huit nativement prises en charge avec de multiples versions) et des architectures (3 prises en charge), avec son support PXE, Mondo Rescue peut aussi déployer un grand nombre de systèmes identiques, ou similaires facilement, y compris en prenant en charge le Physique vers Virtuel.
Les diverses fonctions de la solution comportent
- Création d'images de sauvegarde (divers systèmes de fichiers, schémas de compression, médias, distributions, ...)
- mindi, la mini-distribution qui crée l'environnement de restauration
- diverses options de restauration (automatisée, interactive, comparaison, en ligne, ...)
- des usages étendus (PXE, SSHFS, script de pre/post-install...)